# Gymnastique aux Jeux panarabes de 2023
Navigation
Édition précédente
Les compétitions de gymnastique de la 13e édition des Jeux panarabes se sont déroulées du 7 au 10 juillet 2023 à Oran. 13 épreuves de gymnastique artistique sont disputées.

## Médaillés

### Hommes
| Épreuve                     | Or | Argent                                                                                           | Bronze                                                                   |
| --------------------------- | --- | ------------------------------------------------------------------------------------------------ | ------------------------------------------------------------------------ |
| Concours général individuel | Lais Najjar (SYR)                                                                                         | Hamza Hossaini (MAR)                                                                             | Abderrazak Nasser (MAR)                                                  |
| Concours par équipes        | Algérie- Hillal Metidji - H'Mida Djaber - Bilal Bellaoui - Housse Eddine Hamadouche - Ahmed-Riadh Aliouat | Maroc- Abderrazak Nasser - Zakariae Setti - Achraf Quistas - Hamza Hossaini - Abdelaziz Essamyry | Syrie- Lais Najjar - Mohamed Khalil - Feras Bahlawan - Yazan Al Souliman |
| Cheval d'arçons             | Ahmad Sami Mohammad Abu Al Soud (JOR)                                                                     | Zakariae Setti (MAR)                                                                             | Rakan Al-Harith (QAT)                                                    |
| Anneaux                     | Hillal Metidji (ALG)                                                                                      | Hamza Hossaini (MAR)                                                                             | Bilal Bellaoui (ALG)                                                     |
| Sol                         | Lais Najjar (SYR)                                                                                         | Hamza Hossaini (MAR)                                                                             | Acheraf Quistas (MAR)                                                    |
| Barre fixe                  | Ahmed-Riadh Aliouat (ALG)                                                                                 | Lais Najjar (SYR)                                                                                | H'mida Djaber (ALG)                                                      |
| Saut de cheval              | Hamza Hossaini (MAR)                                                                                      | Housse Eddine Hamadouche (ALG)                                                                   | Lais Najjar (SYR)                                                        |
| Barres parallèles           | Ahmed-Riadh Aliouat (ALG)                                                                                 | Hamza Hossaini (MAR)                                                                             | Lais Najjar (SYR)                                                        |

### Femmes
| Épreuve                     | Or                             | Argent                      | Bronze                                        |
| --------------------------- | ------------------------------ | --------------------------- | --------------------------------------------- |
| Concours général individuel | Aleksandra Maksimova (SYR)     | Fatma Zohra Boukhatem (ALG) | Lahna Salem (ALG)                             |
| Barres asymétriques         | Aleksandra Maksimova (SYR)     | Lahna Salem (ALG)           | Fatma Zohra Boukhatem (ALG) Salma Ahmed (QAT) |
| Saut de cheval              | Ruba Osama Hamza Aldaoud (JOR) | Aleksandra Maksimova (SYR)  | Sihem Hamidi (ALG)                            |
| Sol                         | Malek Rezagui (ALG)            | Fatma Zohra Boukhatem (ALG) | Aleksandra Maksimova (SYR)                    |
| Poutre                      | Lahna Salem (ALG)              | Sihem Hamidi (ALG)          | Aleksandra Maksimova (SYR)                    |

## Sources
- (en + ar) Résultats sur le site officiel